# David Suazo
David Suazo (San Pedro Sula, Cortés, Honduras, 5 de noviembre de 1979) es un exfutbolista y director técnico de fútbol hondureño.

## Trayectoria como jugador
Óscar David Suazo Velásquez, "La Pantera", nació el 5 de noviembre de 1979 en la ciudad de San Pedro Sula, Honduras. Sus padres son: Nicolás Suazo y Josefina de Suazo, quienes además de David, son los padres de Nicolás Suazo, Rubén Suazo, Henry Suazo, también jugadores de fútbol profesional. Además es hermano de Jayme Suazo, que a diferencia de los demás, no es jugador de fútbol profesional. Suazo anotó casi todos sus goles en la serie B y logró destacar con el Cagliari de la Serie A, lo que lo llevó al Inter de Milán, Actualmente está retirado.

### Olimpia
David Carmelo Suazo fue formado en las Reservas del Olimpia, llegando a las inferiores en 1992. Luego siguió su carrera futbolística en la Liga Bancaria de San Pedro Sula. Desde allí fue llevado por recomendación de su primo, el también futbolista Maynor Suazo, a la Selección Sub-20 de Honduras. Profesionalmente, David Suazo debutó el 18 de abril de 1999 con el Club Deportivo Olimpia, anotando un gol. Suazo terminaría la temporada con ese equipo anotando cuatro goles en 10 partidos.
Durante la participación de la Selección de Honduras sub-20 en el mundial de Nigeria en 1999, Suazo fue observado por el reconocido entrenador uruguayo Óscar Washington Tabárez. Este entrenador, recomendó la contratación del futbolista hondureño al presidente del Cagliari, Massimo Cellino.

### Cagliari
Suazo se unió al Cagliari de la Serie A del fútbol italiano para la temporada (1999-2000). En su primer torneo, Suazo Velásquez anotó su primer gol el 8 de mayo del año 2000, jugando contra el Piacenza. Ese gol marcaría el comienzo de una brillante carrera del catracho en el fútbol de Italia. 
Al final de la temporada 2000-2001, el Cagliari fue relegado a la Serie B donde permanecería hasta la temporada 2004-2005. En sus cuatro años en la Serie B, David jugó 112 partidos y totalizó 40 goles para el club. En el torneo en el cual ascendió con el Calgliari, “la Pantera”, sumó 19 goles, siendo hasta esa fecha, el torneo más destacado del hondureño.
En su reaparición en Serie A, en la temporada 2004-2005, Suazo anotó 7 goles en 22 partidos, en un 4-3-3, esquema en el cual él funcionó como una reserva detrás de Gianfranco Zola, Mauro Esposito y Antonio Langella. 
En la temporada 2005-06, Suazo jugó su mejor temporada hasta la fecha, porque marcó 22 goles de los 37 partidos que disputó en su equipo y rompió el récord del mítico Gigi Riva. Fue así como se convirtió en capitán y líder del club sardo. 
Lo anterior lo llevó a ser tentado por la mayoría de los clubes grandes del fútbol europeo, entre ellos Ajax Ámsterdam, Juventus, Manchester United, Milan, Roma, Internazionale y Sevilla de España, los que ofrecieron de 15 a 20 millones de euros. Con todo ello, el presidente del equipo, Massimo Cellino, se negó a venderlo por considerar a Suazo una pieza fundamental y la estrella del Cagliari. 
El 29 de enero del 2007, por su gran trabajo con el Cagliari, la prensa especializada de Italia nombró a David Suazo como el mejor jugador extranjero de la serie A del año 2006, honor que compartió con la estrella brasileña Kaká.
En febrero del 2007, el presidente del Cagliari manifestó que ya no podría retener a Suazo y que este sería traspasado al club de su preferencia.
El 12 de abril del 2007, el entrenador del Inter, Roberto Mancini, manifestó su deseo de tener en su plantel al delantero hondureño para el siguiente torneo. Mancini consideró necesario la adquisición de Suazo porque «él tiene características particulares que probablemente nuestros atacantes no tienen. Es un gran jugador, es muy veloz, equipado de un gran pique cuando tiene espacio», dijo el técnico.
El 18 de abril del 2007, el atacante hondureño anotó su gol número 100 en el calcio italiano, ante el Livorno. Suazo convirtió de penal el empate transitorio para el Cagliari, que al final, terminó perdiendo por marcador de 1-2. Por este logro, David recibió un reconocimiento de parte de los directivos del Cagliari.[cita requerida]

### Inter de Milán
En el año 2007, el Internazionale Milano llegó a un acuerdo con Massimo Cellino, presidente del Cagliari. El contrato acordaba 9 millones de euros y dos jugadores por "La Pantera", pero el Milan se anticipó y cerró la negociación antes que el Inter. 
Esto generó una gran controversia entre los dos clubes. Massimo Moratti afirma que Adriano Galliani hizo esto como venganza, porque algo similar pasó con la contratación de Zlatan Ibrahimović. Suazo se vio obligado a decidir entre los dos clubes de la ciudad lombarda. Si escogía a los “Rossoneri”, la próxima temporada iba a tener que cumplir 2 meses sin jugar, pues este ya había hecho un acuerdo con los “Nerazzurri”.[cita requerida]
Por toda esta situación, Cellino dejó que fuera el propio Suazo quien tomara la última decisión, y como el delantero ya le había dado su palabra al Inter, este se decidió por el equipo “Nerazzurro”. Fue así como Óscar David firmó para el Inter por 4 temporadas.

El primer encuentro de Suazo, vistiendo la camisa del Inter, se llevó a cabo el 19 de agosto del 2007 en la derrota de los “Nerazzurri”, ante la Roma por 0-1. Esto por el torneo de la Supercopa de Italia. Antes, Suazo Velásquez había jugado contra la selección olímpica de China y el Manchester United, donde tuvo la oportunidad de convertir sus primeros goles con el Inter. 
Al final de la temporada David Suazo convirtió un total de 8 goles, en 27 partidos (1246 minutos) jugados. En la Champions League, el atacante participó en 6 encuentros, para un total de 237 minutos. En este torneo europeo, el atacante catracho experimentó su primera expulsión por una falta contra el mexicano Carlos Salcido. Además, Óscar Suazo también vio acción en la Copa Italia.
El último partido de Suazo en la temporada 2007-2008, fue en el empate a dos goles que el Inter sostuvo con el AC Siena el 11 de mayo del 2008. Pero estuvo de suplente, en el gane de su equipo (2-0) sobre el Parma, encuentro que significó la coronación del 16.º título para el Inter.
Con la llegada del técnico portugués, José Mourinho, al Inter, varios medios de comunicación de Italia y el mundo daban por hecha la salida del hondureño. Se habló de un intercambio con la Roma por el brasileño Mancini, un traspaso al Oporto de Portugal, así como un interés de parte del Nápoles, Sevilla de España, entre otros.
En la temporada 2010/2011, Suazo no tuvo minutos en cancha ya sea por Liga, copa o torneos internacionales, ya que no habría tenido la confianza de Rafael Benítez y del ahora técnico Leonardo.[cita requerida]

### Benfica
El 29 de agosto del 2008, David Suazo llegó a Lisboa en calidad de préstamo para jugar con el Sport Lisboa e Benfica. Suazo, debutó con este equipo en la Copa UEFA en contra de Nápoli. Su debut tuvo un sabor agridulce, al comenzar anotando para su equipo, pero retirarse perdiendo 2-3 y con una grave lesión luego de una entrada antideportiva del italiano Mateo Contini.
Esa lesión mantuvo a David fuera por varias semanas. Su debut en la liga portuguesa se dio el 26 de octubre en la victoria del SL Benfica por 2-1 ante el Naval. Suazo participó 66 minutos pero no anotó. El 2 de noviembre del 2008, Suazo entró en la historia del Club Benfica al anotar el gol número 5000. El 7 de diciembre, 'La Pantera' continuó su racha de goles en la liga portuguesa, al anotar dos de los 6 goles con el cual su equipo venció al Marítimo.
Durante la temporada de liga surgieron nuevos rumores acerca del futuro de Suazo. El Daily Mail reportaba el interés de varios equipos ingleses por el delantero. Además, se dio a conocer el interés del Cagliari para que su exdelantero estrella regresara a sus filas. Pero todo quedó en rumor. 
A media temporada sufrió otra lesión que lo mantuvo alejado de las canchas por un mes. Una vez recuperado, David regresó a las canchas, sin embargo, el 22 de marzo del 2009, el delantero sufrió una nueva lesión, esta vez de meniscos. Esto sucedió luego de una entrada mal intensionada por parte del brasileño Anderson Polga, por la disputa de la Copa Portugal. Suazo jugó todo el partido y su equipo ganó el torneo pero este, perdió a su delantero por el resto de la temporada. 
Al final, lo que comenzó como una ilusión para David Suazo en el Sport Lisboa e Benfica, terminó en pesadilla portuguesa, y el 24 de marzo, el jugador se marchó a Milán donde se sometería a una operación en la rodilla izquierda, terminando así, su ciclo en el fútbol de Portugal y regresando al calcio italiano.
Pero su regreso al Inter estuvo marcado de ausencias; al no ser del agrado del entrenador Mourinho, Suazo Velásquez fue nuevamente relegado a la banca. En la temporada 2009-2010 con el Inter, Suazo apenas jugó 21 minutos, en 17 encuentros que disputó su equipo. Así mismo el delantero participó 50 minutos en la Liga de Campeones y 11 en la Súper Copa de Italia, para un total de 82 minutos jugados. Toda esta inactividad abrió la puerta a numerosas especulaciones, en las cuales ponían a Suazo en equipos como el Espanyol, Cagliari, entre otros. Pero no fue hasta el 29 de diciembre del 2009, cuando se dio la noticia que el atacante había sido cedido a préstamo al Genoa. Ese mismo día, el presidente del equipo genovés, Enrico Preziosi, anunciaba que David “ha sido un jugador que hemos seguido durante algún tiempo y ahora por fin será nuestro, haremos la presentación oficial en enero sin ningún problema”, aseguró. El 30 de diciembre, Suazo hacía su primer entrenamiento con el primer equipo.

### Genoa
El 2 de enero, Suazo Velásquez jugó un partido amistoso en contra el Alejandría. En ese partido, el delantero anotó su primer gol con su nuevo equipo. Aunque este perdió 1-2, su técnico Gian Piero Gasperini se mostró satisfecho con el rendimiento del hondureño. 
 Dos días más tarde Suazo fue presentado ante la prensa, y el 6 de enero de 2010, el atacante debutó anotando, en la derrota de su equipo ante el A.C. Milan por 2-5.

### Catania
El 22 de julio del 2011, se anuncia el retorno del "Rey David" a la isla Cerdeña, para jugar nuevamente con el Cagliari Calcio. Sin embargo, unos días más tarde, en medio de escándalos, se dio a conocer que David Suazo no firmó el contrato que le ofrecían, resultando así, en el enojo del presidente del club y la salida del jugador de la sede del equipo italiano.
El 12 de agosto se oficializa la contratación del ariete catracho por el Calcio Catania. Fichado por una temporada con opción a renovar hasta el 2013.

## Selección nacional
David Suazo participó en tres eliminatorias mundialistas con la selección de fútbol de Honduras: Corea Japón 2002, Alemania 2006 y Sudáfrica 2010, llegando a clasificar con su equipo nacional a la Copa Mundial a realizar en la nación africana. 
En el año 2000, Suazo fue campeón olímpico de la Concacaf con la Sub-23. Fue así como David Suazo, tuvo la oportunidad de participar en los Juegos Olímpicos de Sídney Australia 2000, donde Honduras tuvo una aceptable participación, eliminando al anfitrión de la competencia. En estos juegos olímpicos el David anotó cuatro goles, dos a Nigeria y dos a Australia. 
En el año 2001, David Suazo tuvo una breve participación en la Copa América 2001 de Colombia. En esa competencia, el jugador salió lesionado precisamente en el debut de Honduras contra Costa Rica. Anteriormente; Suazo había participado a nivel internacional, con Honduras en el mundial Juvenil sub-20 de Nigeria en 1999.
El 4 de junio del 2008, Suazo Velásquez comenzó su tercera eliminatoria mundialista en la victoria de Honduras sobre Puerto Rico por 4-0. David anotó dos de los goles del encuentro. Tres días después volvió a anotar un gol en el partido amistoso que Honduras sostuvo contra su milar de Haití. El 14 de junio, Suazo se hizo presente en el marcador en el empate 2-2 de su equipo ante Puerto Rico. Este resultado significó el pase de Honduras a la tercera ronda clasificatoria de la Concacaf.
En la tercera ronda, Honduras participó junto a México, selección de fútbol de Jamaica y Canadá. Aunque no anotó, Suazo tuvo una regular participación en los partidos que Honduras triunfó por 2-1 ante los canadienses. 2-0 en contra de los 'Reggae Boys' y en la victoria de 1-0 sobre la selección de México Al final de esta competencia Honduras finalizó como primero de grupo con 12 puntos.
El 2009 dio paso a la Hexagonal final de la Concacaf. David Suazo estuvo presente en el partido inaugural de esta justa, donde Honduras salió derrotado 2-0 ante el líder de la clasificación, la selección de fútbol de Costa Rica. Siendo el 14 de octubre el día mágico para el rey; su selección ganó con un gol a su similar de El Salvador con gol del mítico Carlos Pavón, siendo David el que dio la asistencia a Pavón con un impecable pase, en donde luego del empate de Estados Unidos contra Costa Rica le daban el pase a su segundo Mundial a la escuadra catracha, obteniendo así su pase a Sudáfrica 2010.

### Goles internacionales
| #  | Fecha      | Lugar                                        | Rival                 | Gol | Resultado | Competición                  |
| -- | ---------- | -------------------------------------------- | --------------------- | --- | --------- | ---------------------------- |
| 1  | 05-04-1999 | UJ Eusene Stadium, Calabar                   | Zambia                | 2-0 | 3-4       | Mundial Sub-20 de 1999       |
| 2  | 16-07-2000 | Estadio Cuscatlan, San Salvador              | El Salvador           | 5-1 | 5-2       | Clasificación Mundial 2002   |
| 3  | 02-09-2000 | Estadio Francisco Morazan, San Pedro Sula    | El Salvador           | 4-0 | 5-0       | Clasificación Mundial 2002   |
| 4  | 13-09-2000 | Hindmarsh Stadium, Adelaide                  | Nigeria               | 1-0 | 3-3       | Juegos Olímpicos Sídney 2000 |
| 5  | 13-09-2000 | Hindmarsh Stadium, Adelaide                  | Nigeria               | 3-1 | 3-3       | Juegos Olímpicos Sídney 2000 |
| 6  | 19-09-2000 | Sídney Soccer Stadium, Sídney                | Australia             | 1-0 | 2-1       | Juegos Olímpicos Sídney 2000 |
| 7  | 19-09-2000 | Sídney Soccer Stadium, Sídney                | Australia             | 2-1 | 2-1       | Juegos Olímpicos Sídney 2000 |
| 8  | 12-06-2004 | Estadio Ergilio Hato, Willemstad             | Antillas Neerlandesas | 1-0 | 2-1       | Clasificación Mundial 2006   |
| 9  | 12-06-2004 | Estadio Ergilio Hato, Willemstad             | Antillas Neerlandesas | 2-0 | 2-1       | Clasificación Mundial 2006   |
| 10 | 19-06-2004 | Estadio Olímpico, San Pedro Sula             | Antillas Neerlandesas | 2-0 | 4-0       | Clasificación Mundial 2006   |
| 11 | 18-08-2004 | Estadio Alejandro Morera Soto, Alajuela      | Costa Rica            | 2-0 | 5-2       | Clasificación Mundial 2006   |
| 12 | 08-09-2004 | Estadio Olímpico, San Pedro Sula             | Guatemala             | 2-2 | 2-2       | Clasificación Mundial 2006   |
| 13 | 04-06-2008 | Estadio Olímpico, San Pedro Sula             | Puerto Rico           | 3-0 | 4-0       | Clasificación Mundial 2010   |
| 14 | 04-06-2008 | Estadio Olímpico, San Pedro Sula             | Puerto Rico           | 4-0 | 4-0       | Clasificación Mundial 2010   |
| 15 | 14-06-2008 | Estadio Juan Ramon Loubriel Stadium, Bayamon | Puerto Rico           | 1-0 | 2-2       | Clasificación Mundial 2010   |
| 16 | 05-09-2009 | Estadio Olímpico, San Pedro Sula             | Trinidad y Tobago     | 4-1 | 4-1       | Clasificación Mundial 2010   |
| 17 | 11-04-2012 | Estadio Nacional de Costa Rica, San José     | Costa Rica            | 1-0 | 1-1       | Amistoso                     |

### Participaciones en Copas del Mundo, Olimpiadas y Copa América
| Mundial                        | Sede      | Resultado       |
| ------------------------------ | --------- | --------------- |
| Copa Mundial Sub-20 de 1999    | Nigeria   | Fase de grupos  |
| Juegos Olímpicos de 2000       | Australia | Fases de grupos |
| Copa América 2001              | Colombia  | Tercer lugar    |
| Copa Mundial de Fútbol de 2010 | Sudáfrica | Fase de grupos  |

## Clubes

### Como jugador
| Club                | País                | Año                 | Partidos | Goles | Media |
| ------------------- | ------------------- | ------------------- | -------- | ----- | ----- |
| Olimpia             | Honduras            | 1998 - 1999         | 10       | 5     | 0.5   |
| Cagliari            | Italia              | 1999 - 2007         | 276      | 102   | 0.37  |
| Inter de Milán      | Italia              | 2007 - 2008         | 36       | 8     | 0.28  |
| Benfica (cedido)    | Portugal            | 2008 - 2009         | 16       | 5     | 0.31  |
| Inter de Milán      | Italia              | 2009                | 4        | 0     | 0     |
| Genoa (cedido)      | Italia              | 2009 - 2010         | 16       | 3     | 0.19  |
| Inter de Milán      | Italia              | 2010 - 2011         | 0        | 0     | 0     |
| Catania             | Italia              | 2011 - 2012         | 6        | 0     | 0     |
| Total en su carrera | Total en su carrera | Total en su carrera | 364      | 133   | 0.37  |

### Como entrenador
| Club         | País   | Año         | Partidos | Ganados | Empatados | Perdidos | Goles a favor | Goles en contra | Diferencia de gol | Efectividad |
| ------------ | ------ | ----------- | -------- | ------- | --------- | -------- | ------------- | --------------- | ----------------- | ----------- |
| Cagliari U17 | Italia | 2017        | 25       | 9       | 4         | 12       | 40            | 45              | -5                | 41 %        |
| Brescia      | Italia | 2018        | 5        | 1       | 2         | 2        | 15            | 14              | +1                | 33 %        |
| Total        |        | 2017 - 2018 | 30       | 10      | 6         | 14       | 55            | 59              | -4                | 40 %        |

## Palmarés

### Campeonatos nacionales
| Título              | Club           | Sede     | Año  |
| ------------------- | -------------- | -------- | ---- |
| Liga Nacional       | Olimpia        | Honduras | 1999 |
| Serie A             | Internazionale | Italia   | 2008 |
| Supercopa de Italia | Internazionale | Italia   | 2008 |
| Copa de la Liga     | Benfica        | Portugal | 2009 |
| Serie A             | Internazionale | Italia   | 2010 |
| Copa Italia         | Internazionale | Italia   | 2011 |

### Títulos internacionales
| Título                       | Club               | Sede                      | Año  |
| ---------------------------- | ------------------ | ------------------------- | ---- |
| Preolímpico de Concacaf      | Selección olímpica | Hershey                   | 2000 |
| Liga de Campeones de la UEFA | Inter de Milán     | Madrid                    | 2010 |
| Copa Mundial de Clubes       | Inter de Milán     | Emiratos Árabes Sudáfrica | 2010 |

### Distinciones individuales
| Distinción                                                              | Año       |
| ----------------------------------------------------------------------- | --------- |
| Máximo Goleador en la historia del Cagliari en una temporada de Serie A | 2006-2007 |
| Futbolista Extranjero del Año en la Serie A                             | 2006-2007 |